# سیارک ۵۳۴۶۸
سیارک ۵۳۴۶۸ (به انگلیسی: 53468 Varros، نامگذاری:2000AC2) پنجاه و سه هزار و چهارصد و شصت و هشتمین سیارک کشف شده‌است که در ۲ ژانویه ۲۰۰۰ کشف شد.